# Generální vojenský prokurátor Izraele
Generální vojenský prokurátor (hebrejsky הפרקליטות הצבאית) pomáhá Izraelským obranným silám v ukládání pravidel jednání prostřednictvím právního poradenství, právních pokynů, udržování mechanismů pro vojenské stíhání a právní ochrany a plnění zvláštních právních úkolů. Dohlíží, výkonem určeným operativními nástroji a autoritou, nad dodržováním práva v izraelské armádě. Je členem Generálního štábu, ale jedná právně nezávisle a není podřízen rozkazům náčelníka Generálního štábu. Jeho rozhodnutí jsou autoritativní ve všech oblastech vojenského práva a jsou závazná pro všechny vojenské útvary. Generálního vojenského prokurátora jmenuje ministr obrany na základě doporučení náčelníka Generálního štábu. Od roku 2021 tuto funkci zastává generálmajor Jifat Tomerová-Jerušalmi.

## Seznam generálních vojenských prokurátorů
- Plukovník Aharon Choter-Jišaj (1948–1950)
- Plukovník Aharon Moj'al (1950–1953)
- Plukovník Me'ir Zohar (1953–1961)
- Brigádní generál Me'ir Šamgar (1961–1968)
- Plukovník Cvi Hadar (1968–1973)
- Brigádní generál Cvi Inbar (1973–1979)
- Brigádní generál Dov Šefi (1979–1984)
- Generálmajor Ben Cijon Farchi (1984–1986)
- Brigádní generál Amnon Strašnov (1986–1991)
- Generálmajor Ilan Šif (1991–1995)
- Brigádní generál Uri Šoham (1995–2000)
- Generálmajor Menachem Finkelstein (2000–2004)
- Generálmajor Avichaj Mandelblit (2004–2011)
- Generálmajor Danny Efroni (2011–2015)
- Generálmajor Šaron Afek (2015–2021)
- Generálmajor Jifat Tomerová-Jerušalmi (2021 – současnost)